# Új-kaledón repülőkutya
Az új-kaledón repülőkutya (Pteropus vetulus) az emlősök (Mammalia) osztályának a denevérek (Chiroptera) rendjéhez, ezen belül a nagydenevérek (Megachiroptera) alrendjéhez és a repülőkutyafélék (Pteropodidae) családjához tartozó faj.

## Előfordulása
Új-Kaledónia szigetének szubtrópusi és trópusi erdeiben megtalálható.